# Le Kef
Le Kef (nome francese; in arabo: الكاف al-Kāf) è una città della Tunisia, capoluogo dell'omonimo governatorato. La città, che ha una popolazione di 45 000 abitanti, sorge a 780 m di altitudine su un colle dal quale domina la regione circostante e si trova a 40 km dalla frontiera algerina.

## Storia
Alcuni ritengono che Le Kef sorga sul luogo della antica città di Cirta, capitale della Numidia. Certo è che durante l'impero romano vi sorse la città di Sicca Veneria, così chiamata per la presenza di un importante tempio dedicato a Venere, dove veniva praticata la prostituzione sacra.

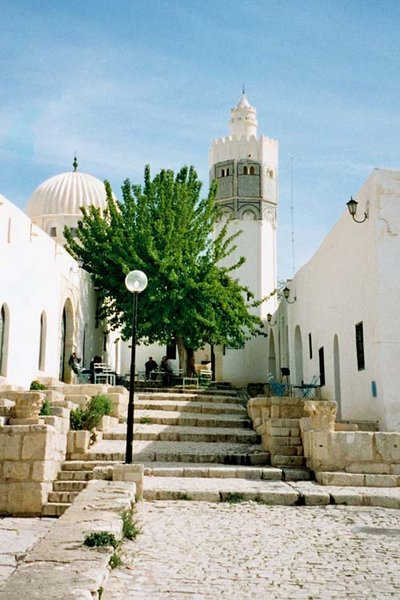
Tra le vie di Le Kef
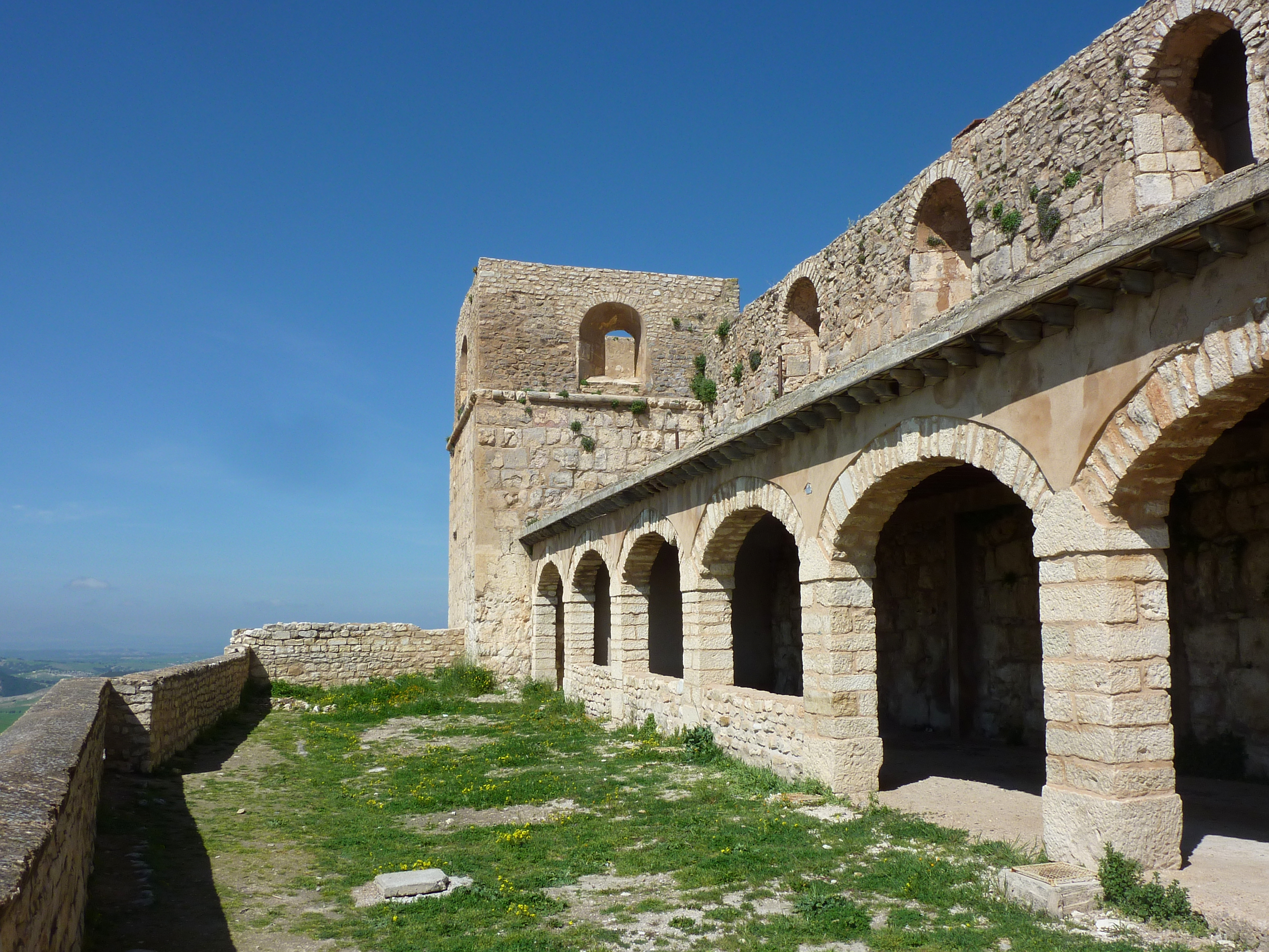
Forte di Le Kef